# Porrones de Abrera

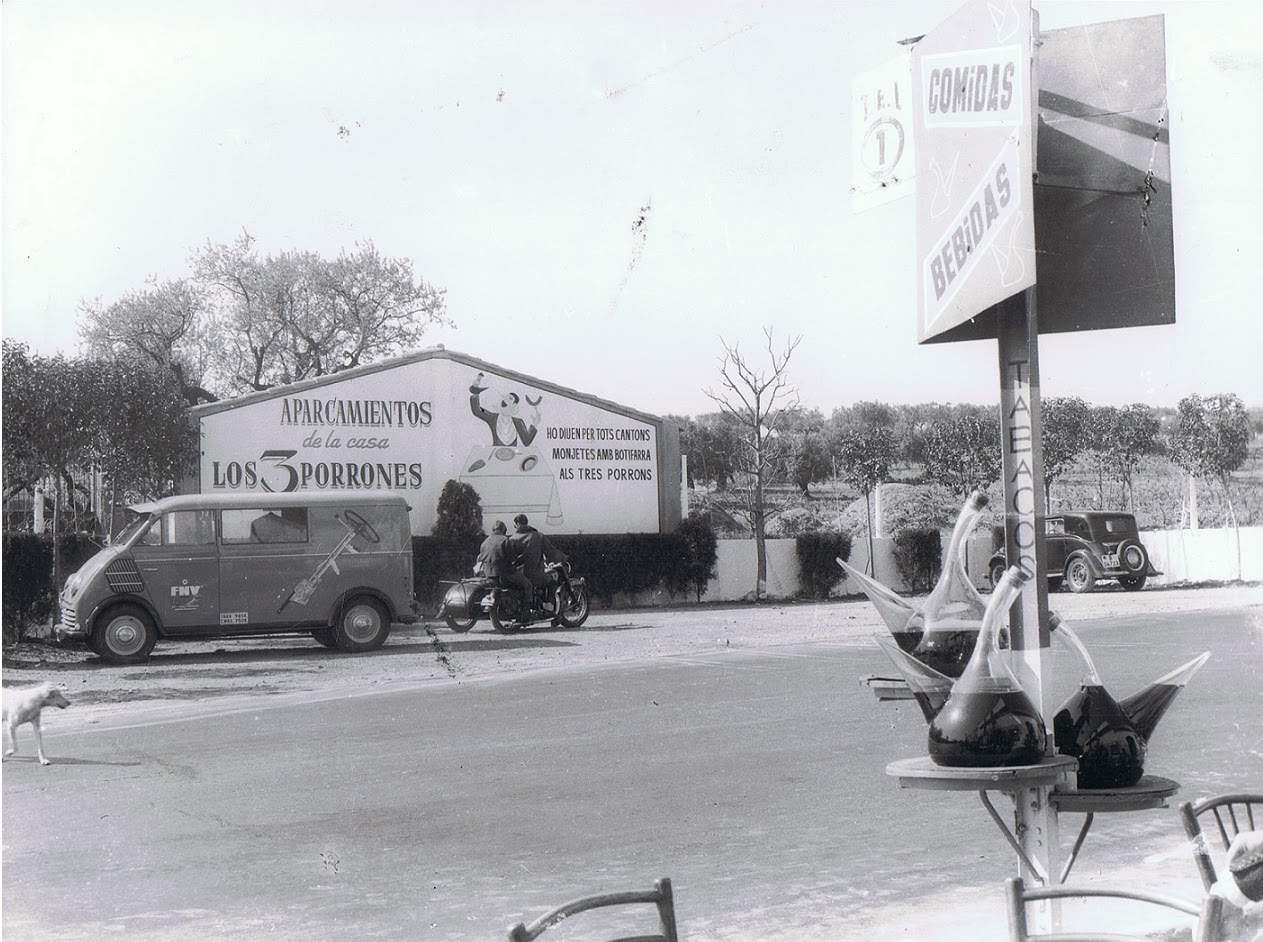
Restaurante Los 3 Porrones, h. 1960.

Los porrones de Abrera son un antiguo reclamo publicitario de los varios hostales que habían funcionado en el barrio del Rebato, en Abrera (Bajo Llobregat), desde mediados del siglo XIX hasta los primeros años del siglo XXI.

## Historia
El barrio del Rebato se había empezado a edificar a ambos lados del camino real a partir de 1830, y en 1840 Joan Juhera  abrió el primer establecimiento, ante el cual situó un porrón de grandes dimensiones a disposición, y sin tener que pagar por ello, de cualquiera que fuera capaz de levantarlo con una sola mano y beber vino de él. Hacia el año 1920, la familia de Cal Ginesta copiaron la idea, pero con "Los Dos Porrones", provocación a la cual respondieron los Juhera sumando dos porrones más: fue el nacimiento de "Los Tres Porrones".
A lo largo del siglo XX , aumentó mucho el tráfico de vehículos por la carretera y el Rebato fue lugar de parada obligada entre Barcelona y Montserrat. Con el eslogan publicitario "Lo dicen en todas partes: butifarra con alubias en los Tres Porrones", se hicieron muy populares en todo Cataluña tanto la parada en el Rebato como hacerse la foto que demostraría a todo el mundo la proeza de haber levantado el porrón y de haber bebido de él. Precisamente, los años grises de la postguerra fueron la época dorada de los porrones. El barrio se acostumbró no solo a los turistas, peregrinos y transportistas, sino también a ver de cerca a personajes famosos, como por ejemplo el científico Alexander Fleming, que repitió visita, el actor Errol Flynn, el rey de Marruecos Mohamed V y su hijo Hassan, o los artistas Tete Montoliu, Peret, Manolo Escobar, Antonio Molina o Joan Manuel Serrat. En 1953, la familia Simon abrió el restaurante "Los Cuatro Porrones" y para entonces el Rebato ya era conocido en todo Cataluña como el barrio de los Porrones. El noticiario NO-DO divulgó un concurso de levantamiento de porrones celebrado en el Palacio de Deportes de Barcelona organizado por la familia Juhera. La Guía de Cataluña de Josep Pla también lo menciona.
A pesar de que "Los Dos Porrones" ya había cerrado mucho antes, el verdadero declive de los porrones de Abrera se inició el 1970, con la apertura de la variante de la carretera N-II fuera del Rebato. "Los Tres Porrones", que se había trasladado a la nueva N-II, cerró en 2002 después de que la carretera pasara a ser la autovía A2 y se le negara cualquier posibilidad de acceso de los vehículos que pasaban justo por delante; poco después, en 2009, también cerró sus puertas "Los Cuatro Porrones", el último establecimiento porronero.

## Vigencia actual
En recuerdo de esta tradición, en 2014 se instaló la escultura de un porrón de hierro diseñada por Josep Sala en la rotonda existente a la entrada del barrio, que también es una de las entradas a la villa de Abrera. Josep Sala también ha sido el creador de los varios porrones que cada año se han ido montando y desmontando por las fiestas del Rebato durante las últimas décadas. De alguna forma, los abrerenses tienen asumidos los porrones como un símbolo alternativo de la villa, y esto se expresa en múltiples muestras de la creatividad local: el primer logotipo que tuvo Radio Abrera en 1985, el nombre de la asociación de vecinos del Rebato, la sesión de música electrónica promovida por el locutor de radio Andreu Presas denominada "Porrón Electrónico", el logo de la fiesta Pride por el respeto a la diversidad sexual, o el cabezudo "Porronet" estrenado en 2018 como acompañante de los Gigantes de Abrera. La última reaparición de los porrones de Abrera ha sido la Feria gastronómica iniciada en 2018, y que los tiene por motivo y elemento central, hasta el punto que en su inauguración se volvió a celebrar un concurso de levantamiento de porrón.
En 2020, los herederos del coleccionista barcelonés Àngel Torrens Solé donaron su colección de porrones al Ayuntamiento de Abrera para que pudiera exponerlos al público local y conservarlos como es debido.